# Omakau
Omakau est une localité de la région de Central Otago, située dans l’Île du Sud de la Nouvelle-Zélande.

## Situation
Elle est localisée entre la ville de Alexandra et celle de Ranfurly sur la berge nord-ouest de la rivière Manuherikia.
Le village, plus petit de Ophir est situé sur la berge opposée mais à 3 kilomètres plus au sud.

## Histoire
Omakau a grossi quand la ligne de chemin de fer de la ligne du centre d’Otago (en) fut ouverte en 1904.

## Population
Aujourd’hui, Omakau a une population d’environ 250 habitants

## Activité
L’activité du secteur est essentiellement agricole .
C’est un arrêt à la fois de la route State Highway 85 (en) et du chemin de randonnée de Otago Rail Trail (en) .

## Bâtiments historiques
Omakau est le site de nombreux bâtiments historiques comprenant l’hôtel local, construit en 1898 et l’église catholique.

## Évènements
Omakau abrite aussi le “ Central Otago A&P Show” dans un domaine local, qui attire des personnes venant de l’ensemble du pays au cours du mois de février 